# Dimas Gimeno
Dimas Rodrigo Gimeno Álvarez (Madrid, 14 de diciembre de 1975) es un empresario español que presidió El Corte Inglés entre los años 2014 y 2018 cuando deja su puesto en el consejo de administración de la empresa. Con un patrimonio neto de 430 millones de euros, es uno de los 200 hombres más ricos de España y aún conserva, junto a su madre, el 5 % de El Corte Inglés.

## Biografía
Dimas Gimeno nació en Madrid el 14 de diciembre de 1975, siendo sobrino del por entonces consejero director general de El Corte Inglés, Isidoro Álvarez, hermano de su madre, la asturiana María Antonia Álvarez. Su abuelo materno, Dimas Álvarez Rodríguez, era primo hermano de Ramón Areces, segundo presidente de la compañía. Su abuelo paterno, Miguel Gimeno Castellar (Lorca, 1895-1979), fue poeta y abogado laboralista, y también fue director de la revista Sudeste; por su libro Torre de Silencio, recibió en 1929 el premio de la Cámara Oficial del Libro de Madrid, también recibió el premio Ciudad de Lorca.
Dimas tiene dos hermanos mayores que él: Miguel Ángel y Diana. Su padre, Miguel Ángel Gimeno García, es licenciado en Ciencias Empresariales, también estudió Filosofía y Letras y ha publicado dos libros, El tiempo perdido (Opera Prima, 2000) y El camino del alma (Torre del silencio, 2008). Su madre, María Antonia Álvarez, contrajo un segundo matrimonio tras haberse separado de Miguel Ángel.
Está casado con Mónica Esteban Morán, presidenta de la ONG Juegaterapia, que llegó a ser directora creativa publicitaria en la agencia TAPSA. Tiene tres hijos, dos varones y una niña.

### Formación académica
Dimas se licenció en Derecho por la Universidad CEU San Pablo de Madrid, donde también obtuvo un máster en Derecho Privado. En 1999,  tras terminar este máster y hacer seis meses de pasantería en el departamento procesal de un despacho privado, viajó a Australia para estudiar dirección de cine en la University of Technology de Sídney. Durante su estancia en Australia, realizará varios cursos y rueda dos cortometrajes.
Al terminar sus estudios de dirección de cine en Melbourne, regresa a España al año siguiente. También posee un EMBA por la AESE Escola de Direcção e Negócios / IESE Universidad de Navarra, que realizó en Oporto (Portugal) en 2005.

## Trayectoria profesional
Dimas Gimeno estaba destinado a ser el sucesor de su tío al frente de El Corte Inglés, motivo por el que ha desempeñado una carrera interna desde los escalafones más bajos del servicio en tienda hasta alcanzar la presidencia del grupo. Un desempeño profesional que le ha permitido conocer todos los departamentos que componen el gran holding y aplicar sus conocimientos en la empresa, y tras su salida de esta, en los nuevos proyectos profesionales que ha realizado.

### El Corte Inglés: la empresa familiar
Su carrera profesional, desde los 20 años de edad, aparece ligada a El Corte Inglés. Empezó a trabajar en estos grandes almacenes, cuando era estudiante universitario, como vendedor de la sección de camisería del centro de Castellana en Madrid. En 2000, terminada su formación universitaria, pasa a los servicios centrales de la compañía, desarrollando su actividad en distintos departamentos con el objeto de seguir formándose.
En 2001, Gimeno colaboró desde Lisboa en la puesta en marcha de la filial de la empresa en Portugal, como adjunto a la dirección. En 2006 fue nombrado director del centro de Oporto, también en Portugal. En 2008, ya en Madrid, vuelve a los servicios centrales y se incorpora a la dirección de Ventas.
A partir de 2009 se producen dos pasos importantes que suponen su ascenso a la cúpula de la gran empresa: se convierte en miembro del Patronato de la Fundación Ramón Areces, y un año más tarde entra en el Consejo de Administración del grupo empresarial. Fue nombrado consejero director general por la Junta General de accionistas el 25 de agosto de 2013. Con este nombramiento, Isidoro Álvarez recuperaba el cargo que él ocupó entre 1966 y 1989 en el grupo y que había sido eliminado tras su ascenso a la presidencia. Finalmente, y como últimos pasos para sustituir a su tío al frente del grupo, es nombrado consejero director general en agosto de 2013; accedió a la presidencia el 16 de septiembre de 2014, dos días después del fallecimiento de su tío Isidoro. Durante su mandato, el grupo consiguió importantes hitos como el de la internacionalización a Portugal, el impulso del comercio electrónico y la creación de marcas de moda y zonas de hostelería como Gourmet Experience. Durante ese periodo, las ventas aumentaron y el EBITDA pasó de los 721,41 millones de euros de 2013 a los 980,93 de 2016.
En el año 2017, sus poderes como director general fueron recortados por el consejo de administración y finalmente, el 14 de junio de 2018 el consejo de El Corte Inglés lo destituyó como presidente de la empresa. Todos estos acontecimientos se debieron a un conflicto interno por el control de la compañía —cuyos principales accionistas son familiares de Ramón Areces— que durante años enfrentó a Gimeno con sus primas, las hermanas Álvarez Guil. Fue sustituido por Jesús Nuño de la Rosa. En agosto de 2018, se desvinculó completamente de la compañía tras dimitir de su puesto de consejero –antes de su expulsión– y según fuentes periodísticas, pactó con sus antiguos socios una indemnización de 8,5 millones de euros por su salida.

### Conferenciante y asesor
Desde septiembre de 2018, se adentró en el mundo de las conferencias para asesorar a empresas, además de prestar sus servicios como experto. Ha mostrado un gran interés en temas como el turismo ciudad, los métodos de pago, la omnicanalidad o los nuevos modelos de negocio surgidos a raíz de la transformación digital.

## Participación en listas electorales
En 1996, con 21 años de edad, Dimas Gimeno figuró como suplente en la lista de Falange Española Independiente (FEI) —una antigua escisión, ya extinta, de Falange Española y de las JONS—  por Palencia al Senado. En 1999, volvió a figurar como integrante de la candidatura por Barcelona de la misma formación en las elecciones al Parlamento de Cataluña. En 2000, con 25 años, Dimas Gimeno figuró, por última vez, en las listas de este partido en la candidatura al Congreso de los Diputados en la coalición de FEI con Falange 2000, por Valladolid. Según una carta remitida por su hermano Miguel Ángel Gimeno a eldiario.es, fue él quien verdaderamente mantuvo un vínculo con este partido y el que instó a sus hermanos a figurar en sus listas, aunque no fueran militantes. Esta ausencia de militancia fue confirmada por el partido que absorbió a FEI en 2004, FE de las JONS.